# Wey P8

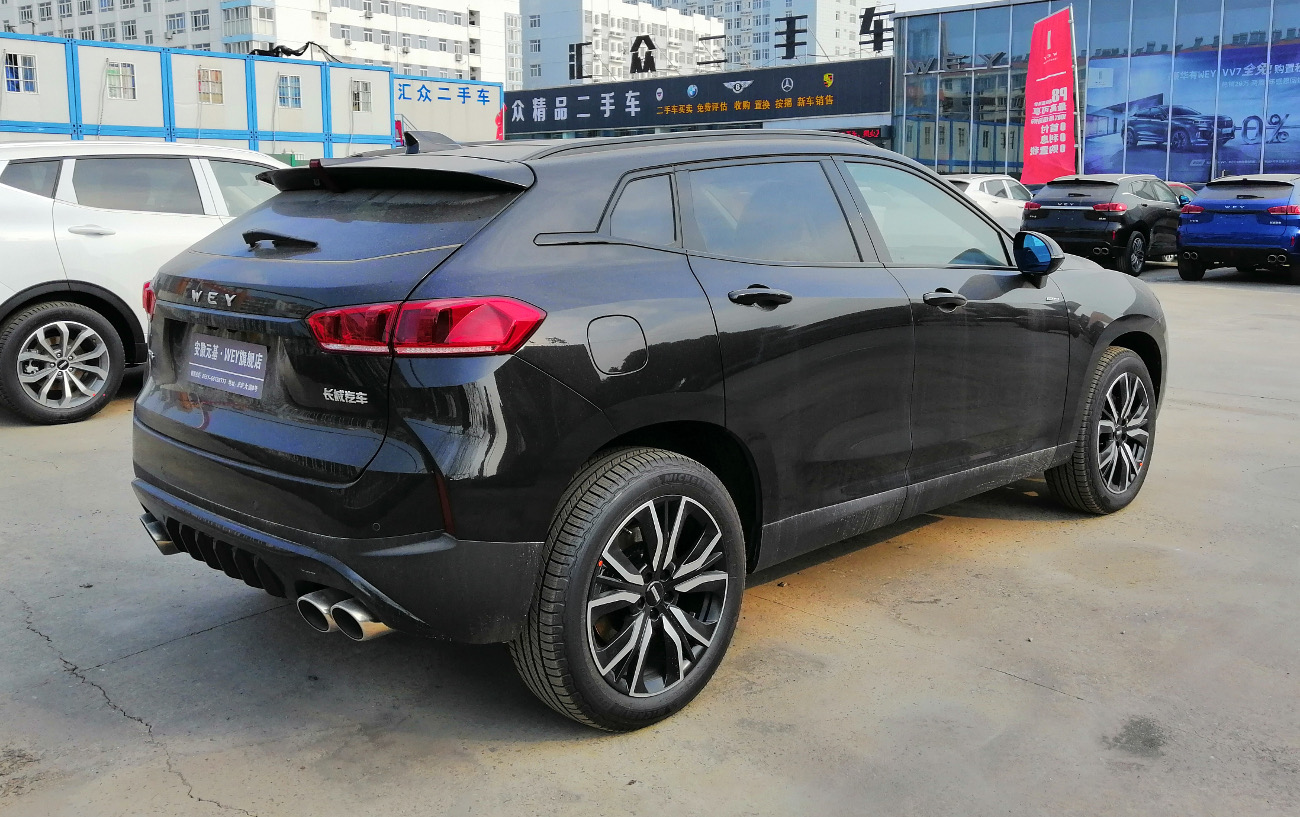
Heckansicht

Der Wey P8 ist das erste Plug-in-Hybrid-Fahrzeug der zu Great Wall Motor gehörigen chinesischen Automobilmarke Wey.

## Geschichte
Das fünfsitzige Sport Utility Vehicle debütierte auf der Shanghai Auto Show im April 2017 als Konzeptfahrzeug Pi4 VV7x. Das Serienfahrzeug wurde auf der Internationalen Automobil-Ausstellung im September 2017 in Frankfurt am Main vorgestellt. In China wurde der P8 ab dem 25. April 2018 verkauft.
Auf der Guangzhou Auto Show im November 2018 wurde eine Variante mit Fließheck, der Wey P8 GT vorgestellt.

## Technische Daten
Angetrieben wird der P8 vom aus dem Wey VV7 bekannten Zweiliter-Ottomotor und zwei Elektromotoren. Alle zusammen leisten maximal 250 kW (340 PS). Das maximale Drehmoment gibt Wey mit 524 Nm an. Für die Beschleunigung auf 100 km/h soll das SUV 6,5 Sekunden benötigen, die elektrische Reichweite wird mit 50 km angegeben.
| Kenngrößen                                  | Wey P8                                                            |
| Bauzeitraum                                 | 04/2018–06/2019                                                   |
| Motorkenndaten                              |                                                                   |
| Motortyp                                    | R4-Ottomotor + 2 Elektromotoren                                   |
| Motoraufladung                              | Turbolader                                                        |
| Hubraum                                     | 1967 cm³                                                          |
| max. Leistung E-Motoren                     | 172 kW (234 PS) bei 5500/min                                      |
| max. Leistung E-Motoren                     | 15 kW (20 PS) + 85 kW (116 PS)                                    |
| Leistung Gesamtsystem                       | 250 kW (340 PS)                                                   |
| max. Drehmoment max. Drehmoment E-Motor     | 360 Nm bei 2200–4000/min                                          |
| max. Drehmoment max. Drehmoment E-Motor     | 195 Nm                                                            |
| Drehmoment Gesamtsystem                     | 524 Nm                                                            |
| Kraftübertragung                            |                                                                   |
| Antrieb, serienmäßig                        | Allradantrieb                                                     |
| Getriebe, serienmäßig                       | 6-Gang-Doppelkupplungsgetriebe                                    |
| Fahrwerk                                    | vorn: MacPherson-Federbeine, Querlenker hinten:Zentrallenkerachse |
| Messwerte                                   |                                                                   |
| Höchstgeschwindigkeit                       | 230 km/h                                                          |
| Beschleunigung, 0–100 km/h                  | 6,5 s                                                             |
| Kraftstoffverbrauch auf 100 km (kombiniert) | 2,3 l Super                                                       |
| Tankinhalt                                  | 45 l                                                              |
| maximale Reichweite                         | 660 km                                                            |
| elektrische Reichweite                      | 50 km                                                             |